# Bedford Square
 Bedford Square er en plads i Bloomsbury-distriktet i Borough of Camden i London, England.
Den blev opført mellem 1775 og 1783 som et beboelsesområde for den øvre middelklasse, og den har haft mange fornemme beboere, inklusive Lord Eldon, en af Storbritanniens længste siddende Lord Chancellors, som boede på pladsens største hus i mange år. Navnet kommer fra Russell-familiens hertug af Bedford, som ejede meget af den jord, hvor Bloomsbury i dag ligger.
Bedford Square er en af de bedst bevarede bebyggelser i georgiansk arkitektur i London, men de fleste af husene er i dag ombygget til kontorer. Nummer 1-10, 11, 12–27, 28–38 og 40–54 er listed building af første grad. Den centrale park i midten er privat. Bedford College, der var det første sted med højere uddannelse for kvinder, lå tidligere på Bedford Square og er navngivet efter samme.
Pladsen er Grade II* listed på Register of Historic Parks and Gardens.